# 130 mm артилерийска установка Б-2ЛМ
130 mm артилерийска установка Б-2ЛМ – съветска корабна двуоръдейна палубно-куполна артилерийска установка калибър 130 mm. Като артилерия на главния калибър се използва на лидера на ескадрени миноносци „Ташкент“ (проект 20И) и ескадрените миноносци проекти 30, 30-К и 30-бис. Тези установки са планирани и като въоръжение на лидерите проект 48.

## Проектиране и изпитания
Тактико-техническото задание (ТТЗ) за проектирането на 130 mm куполна двооръдвйна установка е дадено на 15 април 1936 г. Ескизният проект на установката е утвърден на 19 октомври 1938 г. Техническия проект се разработва от ОКБ на УНКВД (по-късно ОКБ-172) и е утвърдено на 16 февруари 1939 г. Люлеещата се част на установката трябва да се произвежда от завод „Болшевик“, а останалите ѝ части – Ленинградски металически завод.
Заводските изпитания на опитния образец на установката са проведени през юли – август 1940 г. в Ленинградския металически завод. Полигонните изпитания се провеждат на два етапа: от 4 декември 1940 до 27 януари 1941 г. и от 27 април до 27 май 1941 г. За времето на изпитанията са произведени 240 изстрела. По резултатите на изпитанията е дадена рекомендация да се приеме установката на въоръжение. Три куполни установки Б-2ЛМ са поставени на лидера „Ташкент“ към 8 юли 1941 г. вместо оръдията Б-13. Държавните корабни изпитания на Б-2ЛМ се провеждат на „Ташкент“ през юли 1941 г. в Севастополския залив.
По време на спешната евакуация на корабостроителния завод № 198 (Николаев, Украинска ССР) са оставени пет куполни установки Б-2ЛМ.

## Производство
Серийното производство на установките Б-2ЛМ започва през 1942 г. в завод № 402 и продължава до 1953 г. на заводите „Болшевик“, Стерлитамакски машиностроителен завод и завод № 75 (гр. Юрга).

## Конструкция на установката
Ствола-моноблок на установката Б-2ЛМ има дълбока нарезка. Затвора е бутален двутактов, при дясното и при лявото оръдия затворите се отварят наляво; отварянето на затвора е ръчно. Оръдията имат отделни люлки. Люлеещата се част на оръдията е аналогична на оръдието Б-13. Механизмите за вертикална и хоризонтална наводка имат електрическа трансмисия.